# Rita Hayworth
Margarita Carmen Cansino (nascida em Nova Iorque, Estados Unidos, em 17 de outubro de 1918 — falecida em Nova Iorque, Estados Unidos 14 de maio de 1987), mais conhecida pelo seu nome artístico Rita Hayworth, foi uma atriz, dançarina e produtora estadunidense. Alcançou a fama durante a década de 1940, como uma das principais estrelas da época, aparecendo em 61 filmes ao longo de 37 anos.  A imprensa cunhou o termo "A Deusa do Amor" para descrever Hayworth depois que ela se tornou a ídolo mais glamourosa das telas, na década de 1940. Ela foi a maior garota pin-up para os militares durante a Segunda Guerra Mundial.
Hayworth é talvez mais conhecida por sua atuação no filme noir "Gilda", de 1946, ao lado de Glenn Ford, no qual ela interpretou uma femme fatale  em seu primeiro grande papel dramático. Ela também é conhecida por suas atuações em "Paraíso Infernal" (1939), "Uma Loira com Açúcar" (1941), "Sangue e Areia" (1941), "A Dama de Xangai" (1947), "Meus Dois Carinhos" (1957), e "Vidas Separadas" (1958). Fred Astaire, com quem fez dois filmes, "Ao Compasso do Amor", de 1941, e "Bonita Como Nunca" (1942), uma vez a chamou de sua parceira de dança favorita. Ela também estrelou o musical technicolor "Modelos" (1944), com Gene Kelly. Ela está listada como uma das 25 maiores estrelas femininas de todos os tempos na lista do AFI das 50 maiores lendas do cinema, pesquisa feita pelo Instituto Americano de Cinema.
Em 1980, Hayworth foi diagnosticada com mal de Alzheimer de início precoce, que contribuiu para sua morte aos 68 anos. A divulgação pública e a discussão de sua doença chamaram atenção para a doença de Alzheimer, ajudando a aumentar os fundos públicos e privados contra a doença.

## Biografia
Hayworth nasceu como Margarita Carmen Cansino em Brooklyn, Nova Iorque, sendo a filha mais velha de dois dançarinos. Seu pai, Eduardo Cansino, era descendente de ciganos:129:108 em Castilleja de la Cuesta, uma pequena cidade perto de Sevilha, na Espanha.
Sua mãe, Volga Hayworth, era uma americana de ascendência irlandesa e inglesa que havia se apresentado com o Ziegfeld Follies.:281 Casaram-se em 1917. Eles também tiveram outros dois filhos: Eduardo Jr. e Vernon. Seu tio materno Vinton Hayworth também era ator.
O pai de Margarita queria que ela se tornasse dançarina profissional, enquanto sua mãe esperava que ela se tornasse atriz. Seu avô paterno, Antonio Cansino, era conhecido como dançarino clássico espanhol. Ele popularizou o bolero, e sua escola de dança em Madrid era mundialmente famosa. Antonio Cansino deu a primeira aula de dança de Rita Hayworth. Hayworth mais tarde lembrou: "Desde que eu tinha três anos e meio ... assim que eu consegui ficar em pé, recebi aulas de dança".:67 Ainda acrescentou: "Eu não gostei muito ... mas não tive coragem de contar ao meu pai, então comecei a fazer as aulas. Ensaiar, ensaiar, ensaiar, essa foi a minha infância".:16

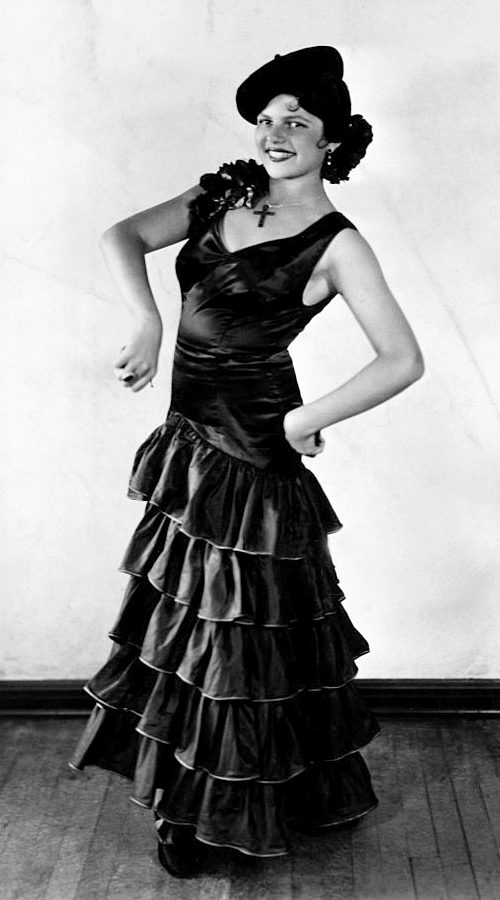
Aos 12 anos, Margarita (mais tarde Rita) dançava profissionalmente ao lado de seu pai, em "The Dancing Cansinos", 1931

Ela frequentou aulas de dança todos os dias por alguns anos no Carnegie Hall, onde foi ensinada por seu tio Angel Cansino. Antes de seu quinto aniversário, ela foi uma dos Quatro Cansinos apresentados na produção da Broadway, "The Greenwich Village Follies", no Winter Garden Theatre. Em 1926, aos oito anos, ela foi destaque em "La Fiesta", um curta-metragem para a Warner Bros.
Em 1927, seu pai levou toda a família para Hollywood. Ele acreditava que a dança poderia aparecer nos filmes e que sua família poderia fazer parte disso. Então estabeleceu seu próprio estúdio de dança, onde ele ensinou estrelas como James Cagney e Jean Harlow.:253 Com a Grande Depressão, o negócio da família faliu. Os musicais já não estavam na moda, e ninguém mais tinha tempo para aulas de dança em um período econômico tão difícil.

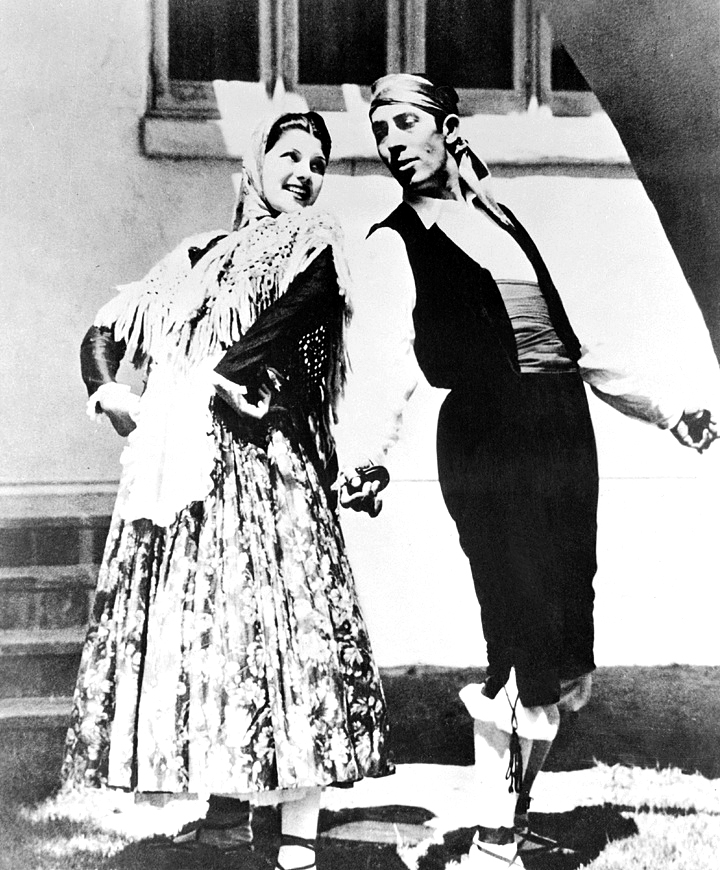
Margarita, aos 14 anos, com o pai e parceiro de dança, 1933

Em 1931, Eduardo Cansino fez parceria com sua filha de 12 anos para formar um ato chamado "The Dancing Cansinos".:14 Seu cabelo foi tingido de marrom para preto para dar a ela uma aparência mais madura e "latina". Como, sob as leis da Califórnia, Margarita era muito jovem para trabalhar em boates e bares, seu pai a levou com ele para trabalhar do outro lado da fronteira, em Tijuana, no México. No início da década de 1930, era um ponto turístico popular para pessoas de Los Angeles. Já que trabalhava, Margarita nunca se formou no ensino médio, mas completou a nona série na Hamilton High, em Los Angeles.

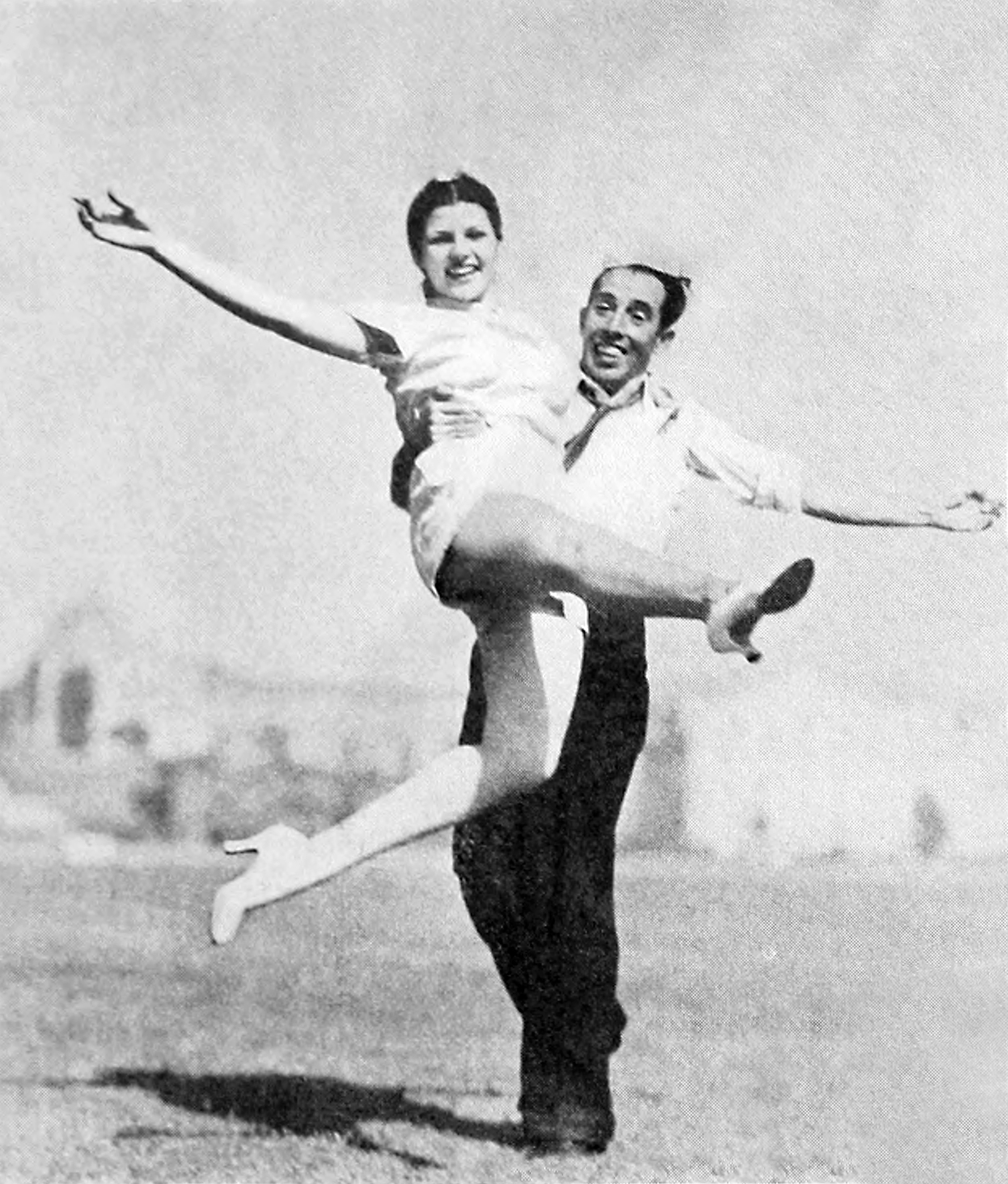
Rita e seu pai, 1935

Cansino (Hayworth) participou do filme "Cruz Diablo" (1934) aos 16 anos, o que a levou a outra pequena parte no filme "In Caliente" (1935) com a atriz mexicana Dolores del Río. Ela dançou ao lado de seu pai em casas noturnas como em Foreign Club e Caliente Club. Winfield Sheehan, o chefe da Fox Film Corporation, a viu dançando no Caliente Club e rapidamente providenciou para Hayworth fazer um teste para um papel uma semana depois. Impressionado com sua personalidade na tela, Sheehan assinou com ela um contrato curto de seis meses na Fox, sob o nome de Rita Cansino, a primeira de duas mudanças de nome durante sua carreira no cinema.

## Carreira

### Início da carreira

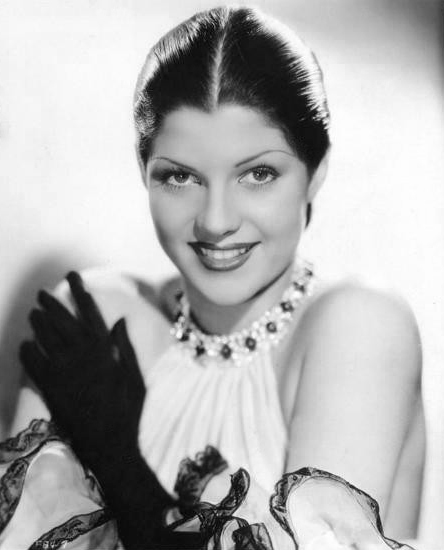
Fotografia publicitária de Rita Cansino, pela Fox, 1935.

Durante seu tempo na Fox, Hayworth foi anunciada como Rita Cansino e apareceu em papéis comuns, muitas vezes escalados como "a estrangeira exótica". No final de 1934, aos 16 anos, performou uma sequência de dança em "A Nave de Satã" (1935), filme de Spencer Tracy, e foi contratada em fevereiro de 1935.:27 Ela teve seu primeiro papel como uma garota argentina em "Under the Pampas Moon" ("Sob o Luar dos Pampas"), de 1935.:28–30 Ela interpretou uma garota egípcia em "Charlie Chan in Egypt" ("Charlie Chan no Egito"), e uma dançarina russa em "Paddy O'Day" ("Perdida na Metrópole"), ambos também de 1935. Sheehan estava preparando-a para o papel principal no filme technicolor "Ramona", de 1936, esperando estabelecê-la como uma nova Dolores del Río da Fox Film.:29–31
No final de seu contrato de seis meses, a Fox se fundiu com a 20th Century Fox, com Darryl F. Zanuck atuando como produtor executivo. Descartando o interesse de Sheehan por ela e dando a Loretta Young a liderança em "Ramona", Zanuck não renovou o contrato com Cansino.:32–33 Sentindo seu potencial na tela, o vendedor e promotor Edward C. Judson, com quem ela fugiria em 1937,:36 conseguiu trabalho freelance para ela em vários filmes de estúdios pequenos e uma parte no filme da Columbia Pictures "Meet Nero Wolfe" ("A Astúcia de Nero Wolfe"), de 1936. O chefe de estúdio da Columbia Harry Cohn assinou um contrato de sete anos com ela e a testou em pequenos papéis.:34–35
Cohn argumentou que sua imagem era muito mediterrânea, o que a limitava a ser escalada para papéis "exóticos" em menor número. Ouviram-no dizer que o sobrenome dela soava muito espanhol. Judson agiu de acordo com o conselho de Cohn: Rita Cansino tornou-se Rita Hayworth quando adotou o nome de solteira de sua mãe, para consternação de seu pai.:36 Com um nome que enfatizava sua ascendência anglo-americana, as pessoas estavam mais propensas a considerá-la uma clássica "americana".
Com o incentivo de Cohn e Judson, Hayworth mudou a cor do cabelo para vermelho escuro e fez eletrólise para aumentar a linha do cabelo e ampliar a aparência da testa.

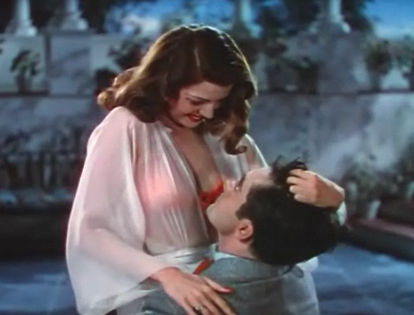
Hayworth com Tyrone Power em "Sangue e Areia", 1941.

Hayworth apareceu em cinco filmes menores da Columbia e três filmes independentes menores em 1937. No ano seguinte, ela apareceu em cinco filmes B da Columbia. Em 1939, Cohn pressionou o diretor Howard Hawks a usar Hayworth para um papel pequeno, mas importante, no drama de aviação "Paraíso Infernal" (1939), no qual ela atuou ao lado de Cary Grant e Jean Arthur.
Cohn começou a construir Hayworth em 1940 em filmes como "Music in My Heart" ("Melodias do Meu Coração"), "The Lady in Question" ("Protegida do Papai"), e "Angels Over Broadway" ("Anjos da Broadway"). Naquele ano, apareceu pela primeira vez em uma reportagem de capa da revista Life. Enquanto estava emprestada à Warner Bros., Hayworth apareceu como a segunda protagonista feminina em "Uma Loira com Açúcar" (1941), ao lado de James Cagney e Olivia de Havilland.
Ela voltou triunfante para a Columbia Pictures e foi escalada para o musical "Ao Compasso do Amor", em 1941, ao lado de Fred Astaire em um dos filmes de maior orçamento que a Columbia já fez. O filme fez tanto sucesso que o estúdio produziu e lançou outro filme com Astaire-Hayworth no ano seguinte, "Bonita Como Nunca". Peter Levinson, o biógrafo de Astaire, escreveu que a combinação de dança entre Astaire e Hayworth era "magnetismo absoluto na tela". Embora Astaire tenha feito 10 filmes com Ginger Rogers, sua outra principal parceira de dança, a sensualidade de Hayworth superou a habilidade técnica legal de Rogers. "A exuberância juvenil de Rita combinava perfeitamente com a maturidade e elegância de Fred", diz Levinson.
Quando perguntaram a Astaire quem era sua parceira de dança favorita, ele tentou não responder à pergunta, mas depois admitiu que era Hayworth: "Tudo bem, eu vou te dar um nome", disse ele. "Mas se você deixar escapar, eu vou jurar que menti. Foi Rita Hayworth." Astaire comentou que "Rita dançou com perfeição e individualidade treinadas ... Ela era melhor quando estava gravando do que nos ensaios".  O biógrafo Charlie Reinhart descreve o efeito que ela teve no estilo de Astaire:
"Havia uma espécie de reserva em Fred. Era encantador. Isso se transferiu para sua dança. Com Hayworth não havia reservas. Ela era muito explosiva. E é por isso que eu acho que eles realmente se complementavam".

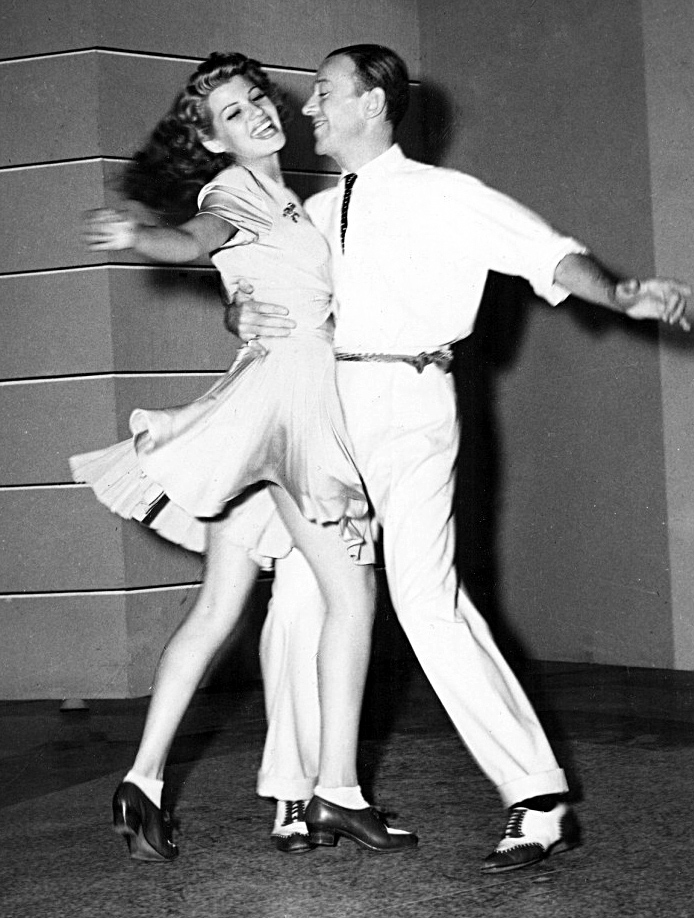
Hayworth com Fred Astaire em "Bonita Como Nunca", 1942.

Em agosto de 1941, Hayworth foi destaque em uma foto icônica da revista Life, na qual ela posou em uma camisola de cetim com um corpete de renda preta. A foto de Bob Landry fez de Hayworth uma das duas melhores garotas pin-up dos anos da Segunda Guerra Mundial; a outra era Betty Grable, em uma fotografia de 1943. Por dois anos, a fotografia de Hayworth foi a fotografia pin-up mais solicitada em circulação. Em 2002, a camisola de cetim que Hayworth usou para a foto foi vendida por US$ 26.888.
Em março de 1942, Hayworth visitou o Brasil como uma embaixadora cultural pela política de boa vizinhança do governo de Roosevelt, sob os auspícios do Escritório para Assuntos Interamericanos. Durante a década de 1940, Hayworth também contribuiu para a iniciativa da diplomacia cultural do OCIAA em apoio ao Pan-americanismo por meio de suas transmissões para a América do Sul na rádio "Cadena de las Américas", da CBS.

### Anos de pico na Columbia
Hayworth teve o maior faturamento em um de seus filmes mais conhecidos, o musical technicolor "Modelos", lançado em 1944. O filme a estabeleceu como a principal estrela da Columbia na década de 40, e deu a ela a distinção de ser a primeira de apenas seis mulheres a dançar na tela com Gene Kelly e Fred Astaire. "Acho que as únicas jóias da minha vida", disse Hayworth em 1970, "foram as fotos que fiz com Fred Astaire... E 'Modelos' também".

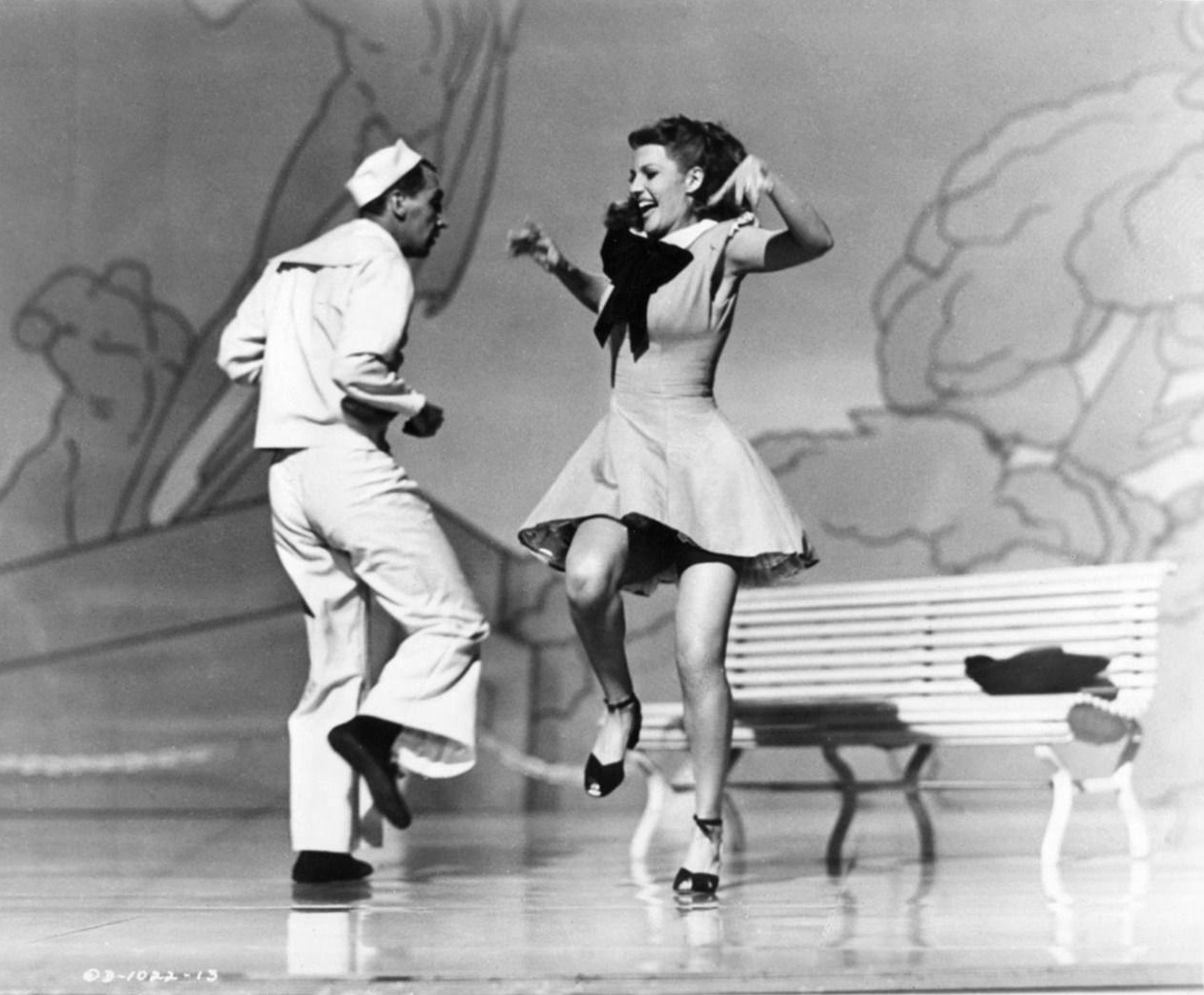
Hayworth e o coreógrafo Jack Cole em "O Coração de Uma Cidade" (1945).

Por três anos consecutivos, começando em 1944, Hayworth foi considerada uma das principais atrações de bilheteria do mundo. Ela era adepta do balé, sapateado, dança de salão, e rotinas espanholas. Cohn continuou a mostrar os talentos de dança de Hayworth. A Columbia a apresentou nos filmes technicolor "O Coração de Uma Cidade", de 1945, com Lee Bowman; e "Quando os Deuses Amam", de 1947, com Larry Parks.

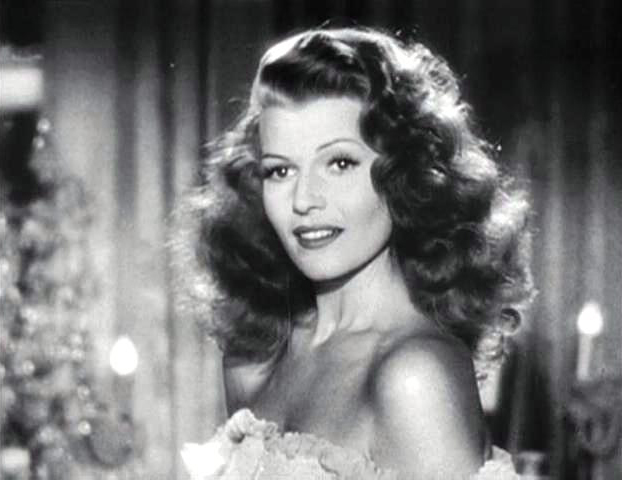
Hayworth em "Gilda" (1946).

Seu apelo sexy e glamouroso foi mais notado no filme noir "Gilda" (1946), de Charles Vidor, com Glenn Ford, o que causou aos censores algumas consternações. O papel, no qual Hayworth usava um vestido de cetim preto, performou, enquanto realizava um lendário strip-tease de luvas, "Put The Blame On Mame", a transformando em um ícone cultural como uma femme fatale.

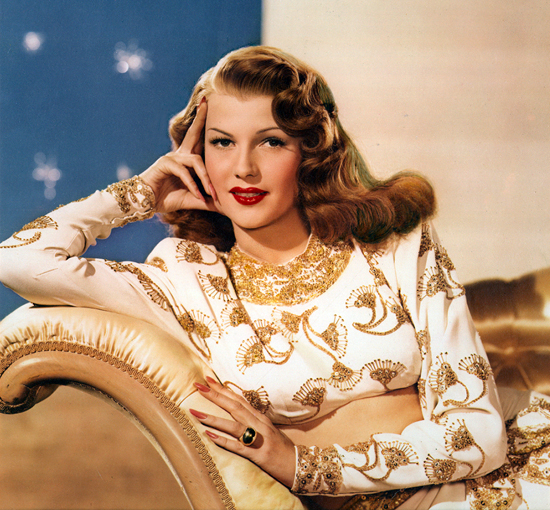
Hayworth no set de "Gilda", em foto publicada na revista Screenland, junho de 1946

Enquanto "Gilda" estava em lançamento, foi amplamente divulgado que uma bomba atômica que estava programada para ser testada em Atol de Bikini, nas Ilhas Marshall do Oceano Pacífico, teria uma imagem de Hayworth, em referência ao seu status bombshell. Embora o gesto fosse um elogio, Hayworth ficou profundamente ofendida. Orson Welles, então casado com Hayworth, relembrou sua fúria em uma entrevista com a biógrafa Barbara Leaming: "Rita costumava ter acessos de raiva terríveis o tempo todo, mas o pior foi quando descobriu que a colocaram na bomba atômica. Rita quase enlouqueceu de tanta raiva ... Ela queria ir a Washington para dar uma entrevista coletiva, mas Harry Cohn não a deixou porque seria antipatriótico". Welles tentou persuadir Hayworth de que o caso não era um golpe publicitário da parte de Cohn, e que foi simplesmente uma homenagem a ela da tripulação de voo.:129–130
Em 30 de junho de 1946, na transmissão de "Orson Welles Commentaries", Welles disse sobre o teste iminente: "Eu quero que minha filha seja capaz de dizer à filha que a foto da avó estava na última bomba atômica a explodir."
A quarta bomba atômica a ser detonada foi decorada com uma fotografia de Hayworth da edição de junho de 1946, recortada da revista Esquire. Acima da fotografia estava estampado o apelido do dispositivo, "Gilda", em letras pretas de 5 cm.

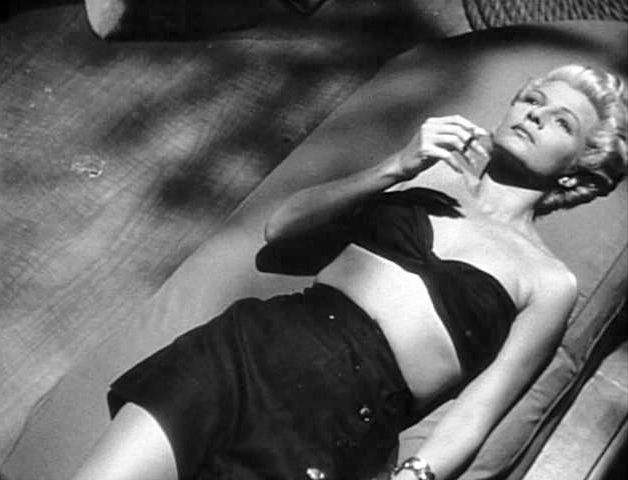
Hayworth em "A Dama de Xangai", 1947.

A atuação de Hayworth no filme de Welles "A Dama de Xangai" (1947) foi aclamada pela crítica. O fracasso do filme nas bilheterias foi atribuído em parte ao famoso cabelo ruivo de Hayworth sendo cortado curto e tingido de loiro platinado para o desempenho do papel. Cohn não foi consultado e ficou furioso porque a imagem de Hayworth foi alterada.
Também em 1947, Hayworth foi destaque em uma história na capa da revista Life, por Winthrop Sargeant, que resultou em seu apelido, "A Deusa do Amor". O termo foi adotado e usado posteriormente como título de uma cinebiografia e de uma biografia sobre sua vida. Em uma entrevista de 1980, Hayworth disse: "Todo mundo faz cenas de nudez, mas eu não. Eu nunca fiz filmes de nudez. Eu não precisava fazer isso. Eu dancei. Eu era provocativa, acredito eu, em algumas coisas. Mas eu não estava completamente exposta.":234
Seu próximo filme, "Os Amores de Carmen", de 1948, com Glenn Ford, foi o primeiro filme co-produzido pela Columbia e pela produtora de Hayworth, The Beckworth Corporation (nomeado em homenagem a Rebecca, sua filha com Welles). Foi o momento de maior faturamento da Columbia naquele ano. Ela recebeu uma porcentagem dos lucros deste e de todos os seus filmes subsequentes até 1954, quando dissolveu a Beckworth para pagar dívidas.:130

### A princesa de Hollywood

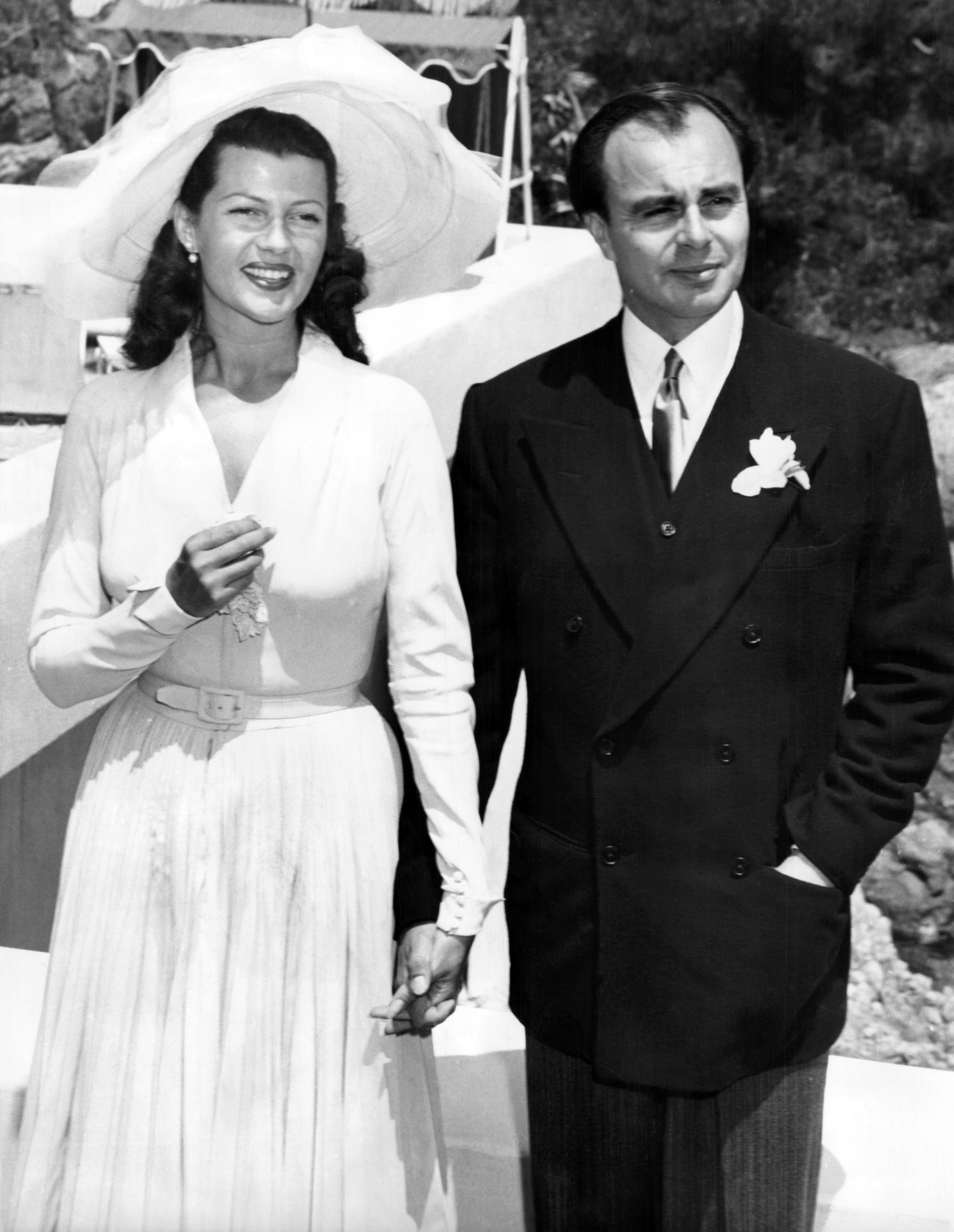
Hayworth e o príncipe Aly Khan na recepção de seu casamento, no jardim do Château de l'Horizon, perto de Cannes, 1949.

Em 1948, no auge de sua fama, Hayworth viajou para Cannes e foi apresentada ao príncipe Aly Khan. Eles começaram um namoro de um ano e se casaram em 27 de maio de 1949. Hayworth deixou Hollywood e partiu para a França, quebrando seu contrato com a Columbia.
Como Hayworth já era uma das celebridades mais conhecidas mundialmente, o namoro e o casamento receberam enorme cobertura da imprensa em todo o mundo. Como ainda era legalmente casada com seu segundo marido Orson Welles durante os primeiros dias de seu namoro com o príncipe, Hayworth também recebeu reações negativas, fazendo com que muitos de seus fãs americanos boicotassem seus projetos. O casamento marcou a primeira vez que uma atriz de Hollywood se tornou uma princesa. Em 28 de dezembro de 1949, Hayworth deu à luz a única filha do casal, a princesa Yasmin Aga Khan.
Embora Hayworth estivesse ansiosa para começar uma nova vida no exterior, longe de Hollywood, o estilo de vida e os deveres extravagantes de Aly Khan se mostraram muito difíceis. Ela lutou para se encaixar com os amigos dele e achou difícil aprender francês. Aly Khan também era conhecido nos círculos sociais como playboy, e suspeitava-se que ele havia sido infiel a Hayworth durante o casamento.
Em 1951, Hayworth partiu com suas duas filhas para Nova Iorque. Embora o casal tenha se reconciliado por um curto período de tempo, eles se divorciaram em 1953.

### O retorno à Columbia
Após o fim de seu casamento com Khan, Rita Hayworth foi forçada a retornar a Hollywood para estrelar seu "filme de retorno", "Affair in Trinidad" ("Uma Viúva em Trinidad"), de 1952, novamente atuando com Glenn Ford. O diretor Vincent Sherman lembrou que Hayworth parecia "bastante assustada com a abordagem de fazer outro filme". Ela continuou a entrar em conflito com o chefe da Columbia, Harry Cohn, e foi suspensa durante as filmagens. No entanto, o filme foi altamente divulgada. Acabou arrecadando US$ 1 milhão a mais do que seu sucesso anterior, "Gilda".
Ela continuou a estrelar uma série de filmes de sucesso. Em 1953, ela teve dois filmes lançados: "Salomé" com Stewart Granger e Charles Laughton, e "Miss Sadie Thompson" ("A Mulher de Satã") com José Ferrer e Aldo Ray. Ela ficou fora das telas por mais quatro anos, principalmente por causa de um casamento tumultuado com o cantor Dick Haymes. Durante seu casamento com Haymes, ela se envolveu em muita publicidade negativa, o que diminuiu significativamente a influência que possuía. No momento em que ela voltou para as telas em "Lábios de Fogo" (1957), Kim Novak já havia se tornado a principal estrela feminina da Columbia. Seu último musical foi "Meus Dois Carinhos" (1957). Após este filme, Hayworth deixou a Columbia para sempre.
Ela recebeu boas críticas por seu desempenho em "Vidas Separadas" (1958), com Deborah Kerr, David Niven e Burt Lancaster, e "The Story on Page One" ("Drama na Página Um"), de 1960. Ela continuou trabalhando durante toda a década de 1960. Em 1962, sua estreia planejada na Broadway em "Step on a Crack" foi cancelada por motivos de saúde não revelados. "The Money Trap" ("Dinheiro é a Armadilha"), de 1965, juntou-a, pela última vez, para atuar com o bom amigo Glenn Ford. Ela continuou a atuar em filmes até o início dos anos 1970. Ela fez aparições cômicas na televisão em "Laugh-In" e "The Carol Burnett Show" nos anos 70. Seu último filme foi "The Wrath of God" ("A Ira Divina"), de 1972, um western.

### Problemas com a Columbia Pictures
Hayworth teve um relacionamento tenso com a Columbia Pictures por muitos anos. Em 1943, ela foi suspensa sem pagamento por nove semanas porque se recusou a estrelar "O Eterno Pretendente". Durante esse período em Hollywood, os atores contratados não podiam escolher seus filmes; eles recebiam um salário em vez de receber uma quantia fixa por filme.

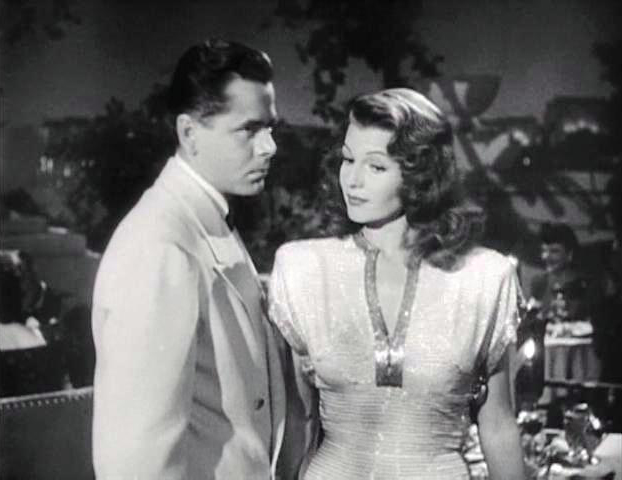
Hayworth e Glenn Ford em "Gilda" (1946)

Em 1947, o novo contrato de Hayworth com a Columbia previa um salário de US$ 250.000 mais 50% dos lucros dos filmes.
Em 1951, a Columbia alegou que tinha US$ 800.000 investidos em propriedades para ela, incluindo o filme que ela abandonou naquele ano. Hayworth deixou Hollywood para se casar com o príncipe Aly Khan e foi suspensa por não se apresentar para trabalhar no filme "Affair in Trinidad". Em 1952, Hayworth se recusou a se apresentar para o trabalho porque se opunha ao roteiro. Ela disse,
"Eu estava na Suíça quando me enviaram o roteiro de "Affair in Trinidad" e o joguei do outro lado da sala. Mas eu fiz o filme, e "Pal Joey" também. Voltei para Columbia porque queria trabalhar e primeiro, veja, eu tinha que terminar aquele maldito contrato, que é como Harry Cohn me possuía!"
Em 1955, ela processou a Columbia Pictures para ser liberada de seu contrato, mas pediu seu salário de US$ 150.000, alegando que as filmagens de "Joseph and His Brethren" (1961) haviam falhado em se iniciar quando ela concordou participar. O filme, mais tarde, foi filmado por uma empresa estrangeira como "The Story of Joseph and His Brethren" ("José Vendido no Egito").
Cohn tinha a reputação de capataz, mas com suas próprias críticas pessoais a Hayworth. Ele havia investido pesadamente nela antes que ela começasse um caso com o casado Aly Khan, e isso poderia ter causado uma reação negativa contra sua carreira e o sucesso que Columbia tinha na época. Por exemplo, um artigo no periódico britânico The People pedia um boicote aos filmes de Hayworth:
"Hollywood deve ser informado de que sua reputação já manchada irá para o fundo do poço se recolocar essa mulher imprudente a um lugar entre suas estrelas".
Cohn expressou sua frustração em uma entrevista de 1957 com a revista Time:
"Hayworth pode valer facilmente dez milhões de dólares hoje! Ela possuía 25% dos lucros com sua própria empresa e teve sucesso atrás de sucesso, ela teve que se casar, teve que sair do negócio e levou uma suspensão porque ela se apaixonou novamente! Em cinco anos, dois filmes por ano, a 25%!  Pense no que ela poderia ter feito! Mas ela não fez filmes! Ela levou duas ou três suspensões! Ela se misturou com personagens diferentes! Imprevisível!":163
Anos depois de sua carreira no cinema ter terminado e muito depois da morte de Cohn, Hayworth ainda se ressentia com a forma que era tratada por ele e pela Columbia. Ela falou sem rodeios em uma entrevista de 1968:
"Eu costumava ter que bater um relógio de ponto na Columbia. Todos os dias da minha vida. Era assim. Eu estava sob contrato de exclusividade, como se fossem donos de mim... acho que ele grampeava meu camarim... ele era muito possessivo comigo como pessoa, não queria que eu saísse com ninguém, ou tivesse amigos. Ninguém pode viver assim. Então eu lutei contra ele... Você quer saber o que eu acho de Harry Cohn? Ele era um monstro".
Mais tarde, em 1972, ela disse:
"Harry Cohn pensava em mim como uma das pessoas que ele podia explorar e ganhar muito dinheiro", disse Hayworth em 1972. "E eu ganhei muito dinheiro para ele, mas não muito para mim".
Hayworth se ressentiu do fato de o estúdio não ter conseguido treiná-la para cantar ou mesmo incentivá-la a aprender a cantar.:103 Embora ela parecesse cantar em muitos de seus filmes, ela geralmente era dublada. Como o público não conhecia seu segredo, ela ficou com vergonha de ser convidada pelas tropas para cantar em shows da USO.:124
"Eu queria estudar canto", reclamou Hayworth, "mas Harry Cohn continuou dizendo: 'Quem precisa disso?' e o estúdio não pagaria por isso. Eles me deixaram tão intimidada que eu não poderia ter feito isso de qualquer maneira. Eles sempre diziam: 'Oh, não, não podemos deixar você fazer isso. Não há tempo para isso; tem que ser feito agora!' Eu estava sob contrato, e era isso".:104

### Imagem pública
Hayworth era uma garota glamourosa na década de 1940, uma garota pin-up para militares e um ícone de beleza para mulheres. Com 1.68 cm e 54 kg, ela era alta o suficiente para ser uma preocupação para parceiros de dança como Fred Astaire. Ela supostamente mudou a cor do cabelo oito vezes em oito filmes.
Em 1949, os lábios de Hayworth foram eleitos os melhores do mundo pela Artists League of America. Ela tinha um contrato de modelo com a Max Factor para promover seus batons Tru-Color e maquiagem Pan-Stik.

## Vida privada

### Casamentos, relacionamentos e família

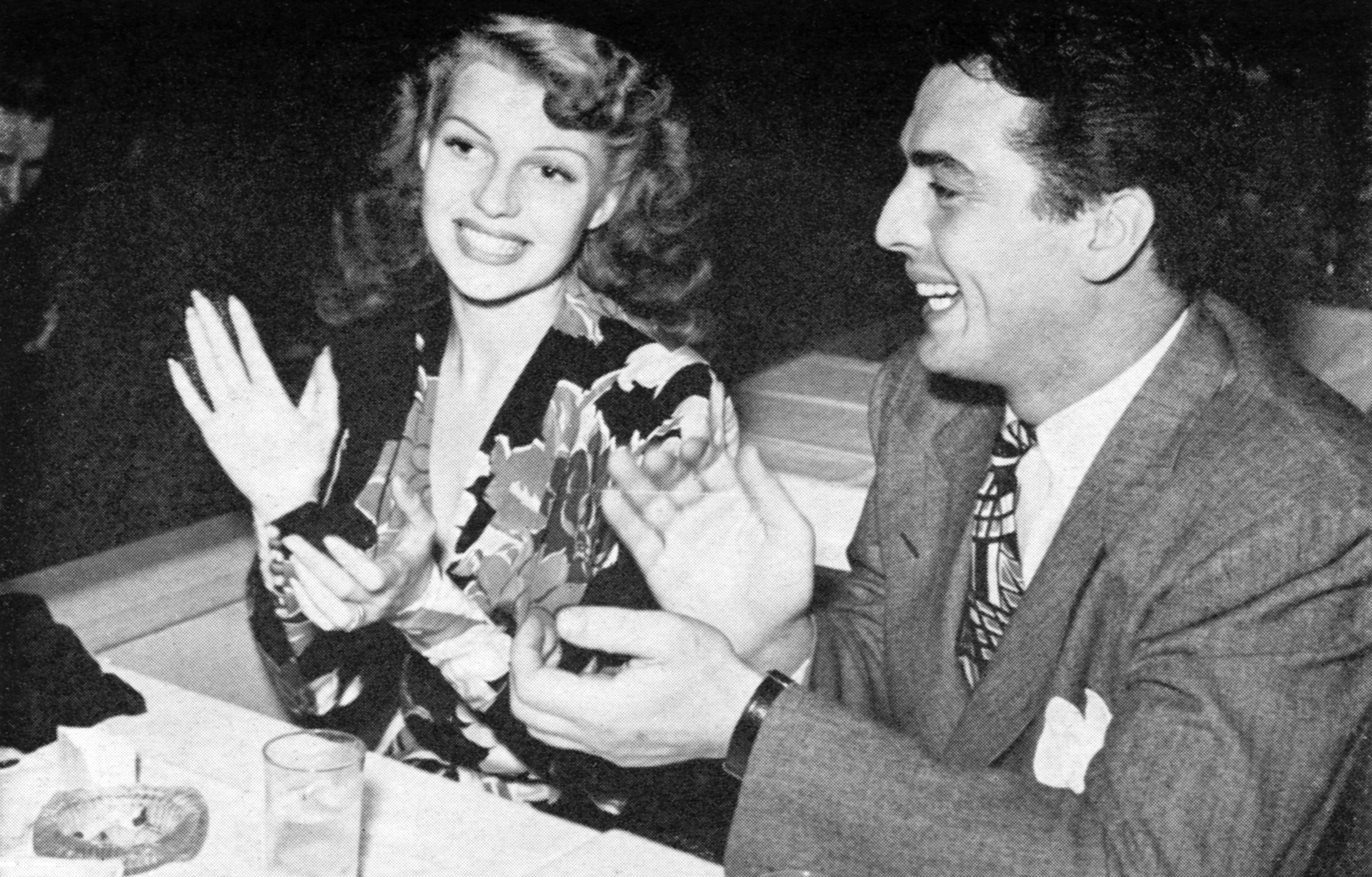
Hayworth e Victor Mature no Hollywood Palladium, 1942.

Hayworth confidenciou a Orson Welles que seu pai começou a abusar sexualmente dela quando criança, quando eles estavam em turnê juntos com "The Dancing Cansinos". Sua biógrafa, Barbara Leaming, escreveu que a mãe de Hayworth pode ter sido a única pessoa a saber; ela dormia na mesma cama que sua filha para tentar protegê-la. Leaming escreveu que o abuso sofrido pela atriz quando jovem contribuiu para sua dificuldade nos relacionamentos afetivos.
Em 1941, Hayworth disse que ela era a antítese dos personagens que interpretou: "Eu naturalmente sou muito tímida ... e sofro de um "complexo de inferioridade". Seu papel provocador em "Gilda", em particular, foi responsável pelas pessoas esperarem que ela fosse o que não era. Hayworth disse uma vez, com alguma amargura: "Os homens vão para a cama com Gilda, mas acordam comigo".:122 Ela disse: "Basicamente, sou uma pessoa boa e gentil, mas sou atraída por personalidades mesquinhas".
Os dois irmãos mais novos de Hayworth, Eduardo Cansino Jr. e Vernon Cansino, serviram na Segunda Guerra Mundial. Vernon deixou o Exército dos Estados Unidos em 1946 com várias medalhas, incluindo o Coração Púrpuro, e mais tarde se casou com Susan Vail, uma dançarina. Eduardo Jr. seguiu os passos de Hayworth, iniciando-se na atuação, também contratado pela Columbia Pictures. Em 1950 fez sua estreia na tela em "The Great Adventures of Captain Kidd" ("As Grandes Aventuras de Capitão Kidd").
Hayworth foi casada e divorciada cinco vezes. Teve casos com vários dos protagonistas com quem dividiu a tela, principalmente com Victor Mature em 1942, durante as filmagens de "Minha Namorada Favorita".

#### Cônjuges

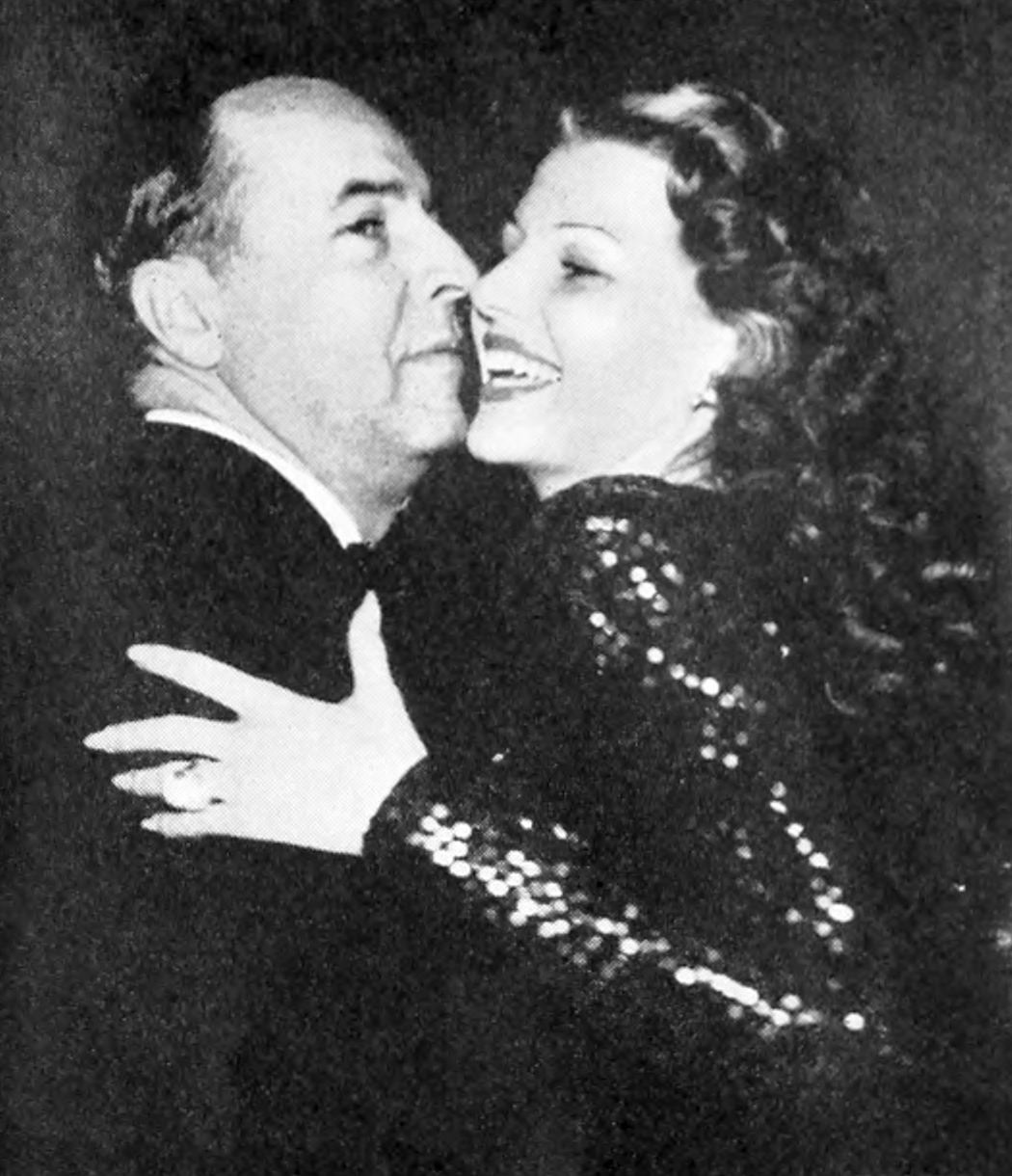
Hayworth e Edward Judson em destaque da Photoplay, 1942.

Em 1937, quando completou dezoito anos, casou-se com Edward C. Judson, um petroleiro que se tornou promotor e tinha o dobro de sua idade. Casaram-se em Las Vegas. Ele desempenhou um papel importante no lançamento de sua carreira de atriz. Um empresário astuto, era dominador e se tornou seu empresário meses antes de propor o casamento. "Ele me ajudou com minha carreira", admitiu Hayworth depois que eles se divorciaram, "e se serviu do meu dinheiro".  Ela alegou que Judson a obrigou a transferir uma quantidade considerável de sua propriedade para ele, e prometeu pagar a ele US$ 12.000 sob ameaças de que ele faria "grandes danos físicos" a ela.
Hayworth pediu o divórcio em 24 de fevereiro de 1942, com queixa de crueldade doméstica. Ela contou à imprensa que o trabalho dele o levou para Oklahoma e Texas enquanto ela morava e trabalhava em Hollywood. Judson era tão velho quanto o pai de Hayworth, que ficou furioso com o casamento, o que causou uma rixa entre ela e seus pais até o divórcio. Judson não disse a Hayworth antes de se casarem que ele já havia se casado duas vezes.:62 Quando ela o deixou, não tinha dinheiro; chegou a perguntar ao seu amigo Hermes Pan se poderia comer na casa dele.

##### Orson Welles

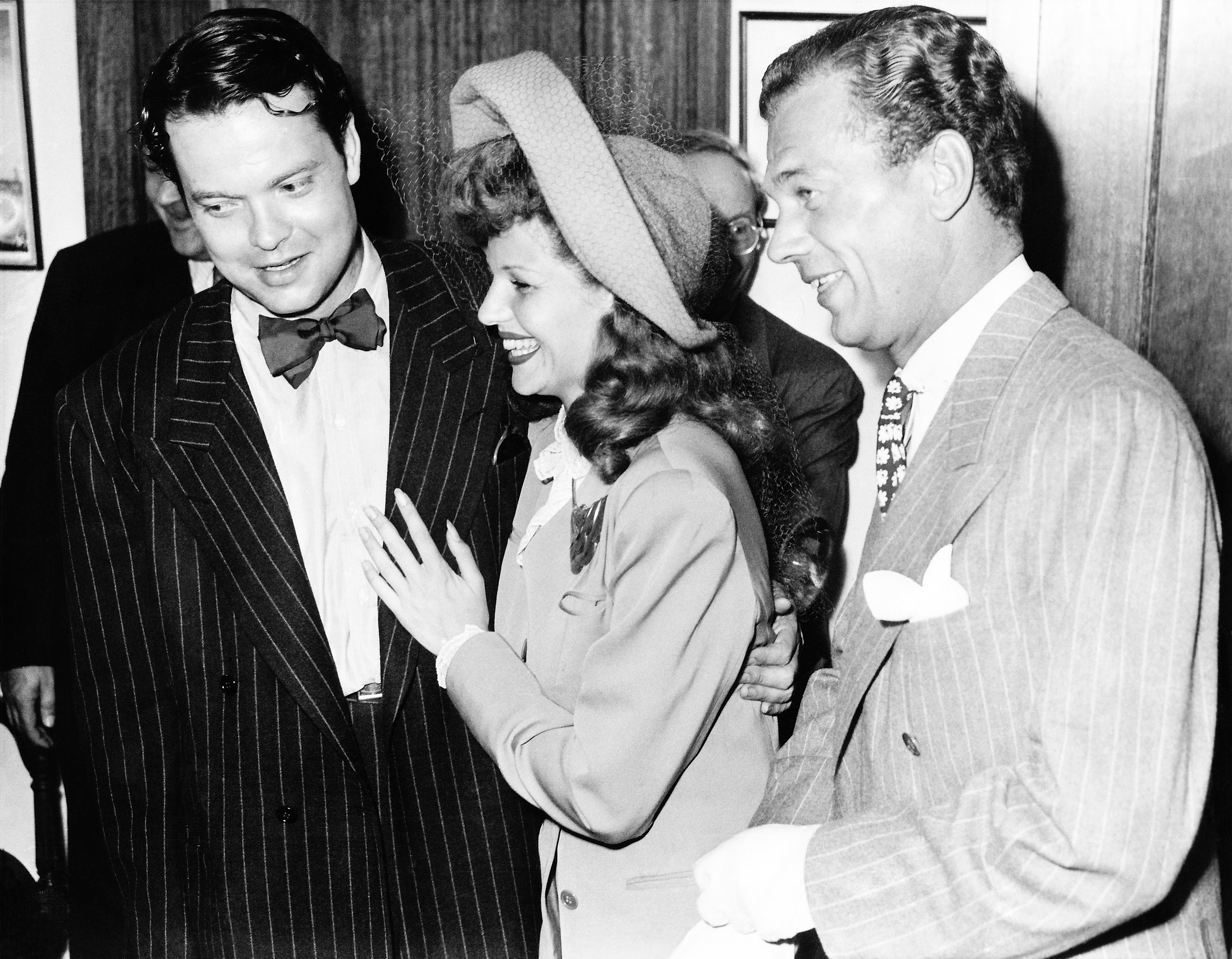
Casamento de Hayworth e Weless com o padrinho Joseph Cotten, 1943.

Hayworth se casou com Orson Welles em 7 de setembro de 1943, durante a exibição de "The Mercury Wonder Show". Nenhum de seus colegas sabia sobre o casamento planejado (perante um juiz) até que ela o anunciou, no dia anterior. Para a cerimônia civil, ela usava um terno bege, uma blusa branca de babados e um véu. Poucas horas depois de se casarem, voltaram a trabalhar no estúdio. Tiveram uma filha, Rebecca, que nasceu em 17 de dezembro de 1944 e morreu aos 59 anos, em 17 de outubro de 2004. Encontraram muitas dificuldades em seu casamento, com Hayworth dizendo que Welles não queria estar "amarrado":
"Durante todo o período de nosso casamento, ele não demonstrou interesse em estabelecer um lar. Quando sugeri comprar uma casa, ele me disse que não queria essa responsabilidade. O Sr. Welles me disse que ele nunca deveria ter se casado em primeiro lugar; que interferia com sua liberdade em seu modo de vida".
Em 10 de novembro de 1947, ela deu entrada no divórcio, que se tornou definitivo no ano seguinte.

##### Príncipe Aly Khan

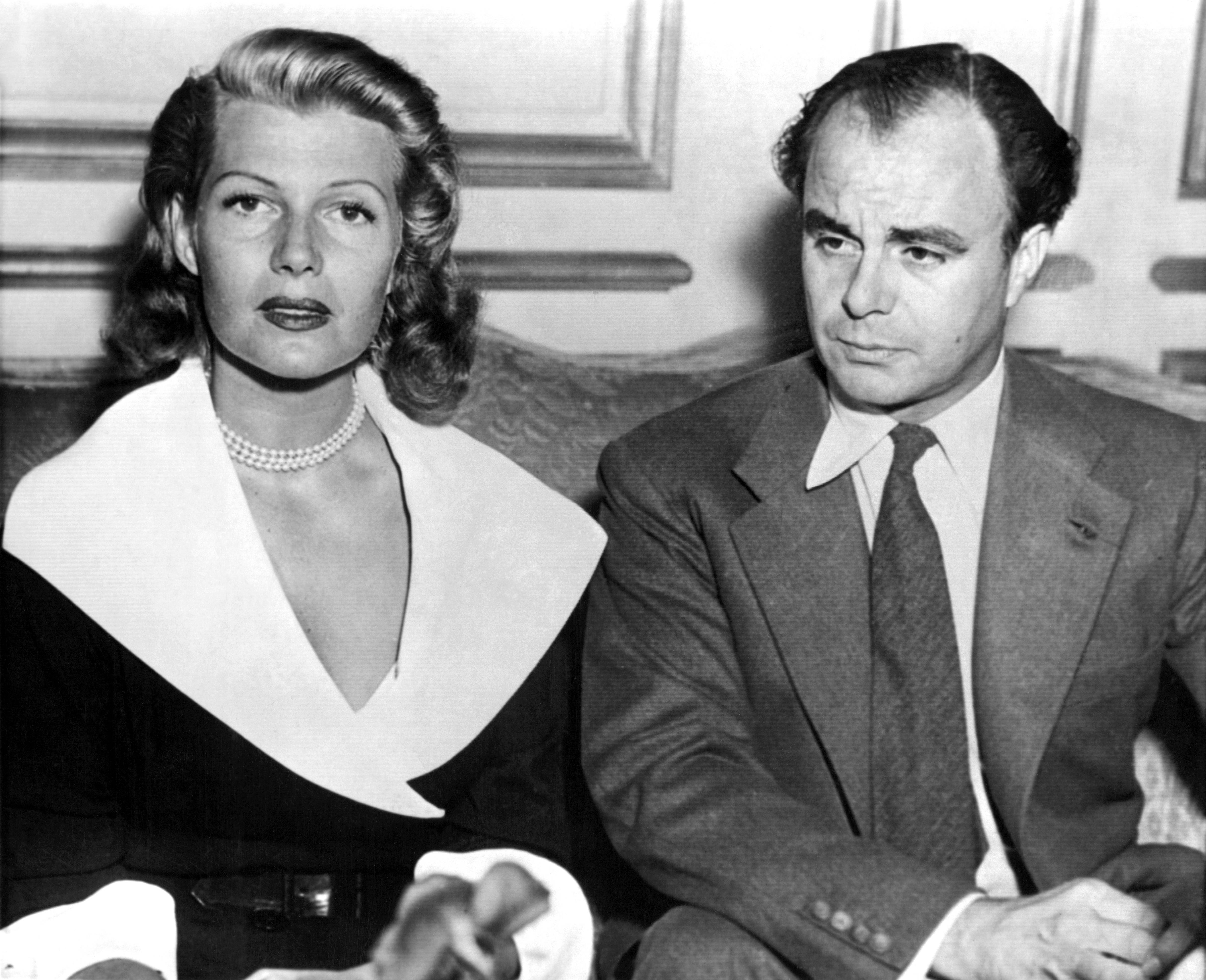
Hayworth e Aly Khan em Paris, 1952, antes do divórcio.

Em 1948, Hayworth deixou sua carreira cinematográfica para se casar com o príncipe Aly Khan, filho do Sultão Mahommed Shah, Agacão III, líder da comunidade ismailita, Islã xiita. Eles se casaram em 27 de maio de 1949. Seu enxoval de noiva foi desenhado por Jacques Fath.
Aly Khan e sua família estavam fortemente envolvidos no turfe, possuindo muitos cavalos. Hayworth não tinha interesse no esporte, mas tornou-se membro do Del Mar Thoroughbred Club de qualquer maneira.  Seu cavalo, Double Rose, venceu várias corridas na França e terminou em segundo lugar no Prix de l'Arc de Triomphe de 1949.
Em 1951, ainda casado com Hayworth, Khan foi visto dançando com a atriz Joan Fontaine na boate onde conhecera sua esposa. Hayworth ameaçou se divorciar dele em Reno, Nevada. No início de maio, mudou-se para Nevada com o fim de estabelecer residência legal para se qualificar para o divórcio. Ela ficou em Lake Tahoe com sua filha, dizendo que havia uma ameaça de que a criança seria sequestrada. Hayworth pediu o divórcio de Khan em 2 de setembro de 1951, alegando "crueldade extrema, de natureza inteiramente mental".
Hayworth disse uma vez que poderia se converter ao Islã, mas não o fez. Durante a briga pela custódia de sua filha, a princesa Yasmin Aga Khan, nascida em 28 de dezembro de 1949, o príncipe disse que a queria criar como muçulmana; Hayworth queria que a criança fosse criada como cristã. Hayworth rejeitou a oferta de US$ 1 milhão para criar Yasmin como muçulmana a partir dos sete anos e a permissão para que a garota fosse à Europa visitá-lo por dois ou três meses por ano, afirmando:
"Nada me fará desistir da chance de Yasmin viver aqui na América entre nossas preciosas liberdades e hábitos. Embora eu respeite a fé muçulmana e todas as outras religiões, é meu desejo sincero que minha filha seja criada como uma garota americana normal e saudável na fé cristã. Não há nenhuma quantia de dinheiro no mundo inteiro pela qual valha a pena sacrificar o privilégio desta criança de viver como uma garota cristã normal aqui nos Estados Unidos. Simplesmente não há mais nada no mundo que possa se comparar com sua chance sagrada de fazer isso. E vou dá-la a Yasmin, independentemente do que custe".
Em janeiro de 1953, Hayworth conseguiu o divórcio de Aly Khan por extrema crueldade mental. Sua filha, Yasmin, de apenas três anos, brincou no tribunal enquanto o caso estava sendo julgado, até subindo no colo do juiz.

##### Dick Haymes

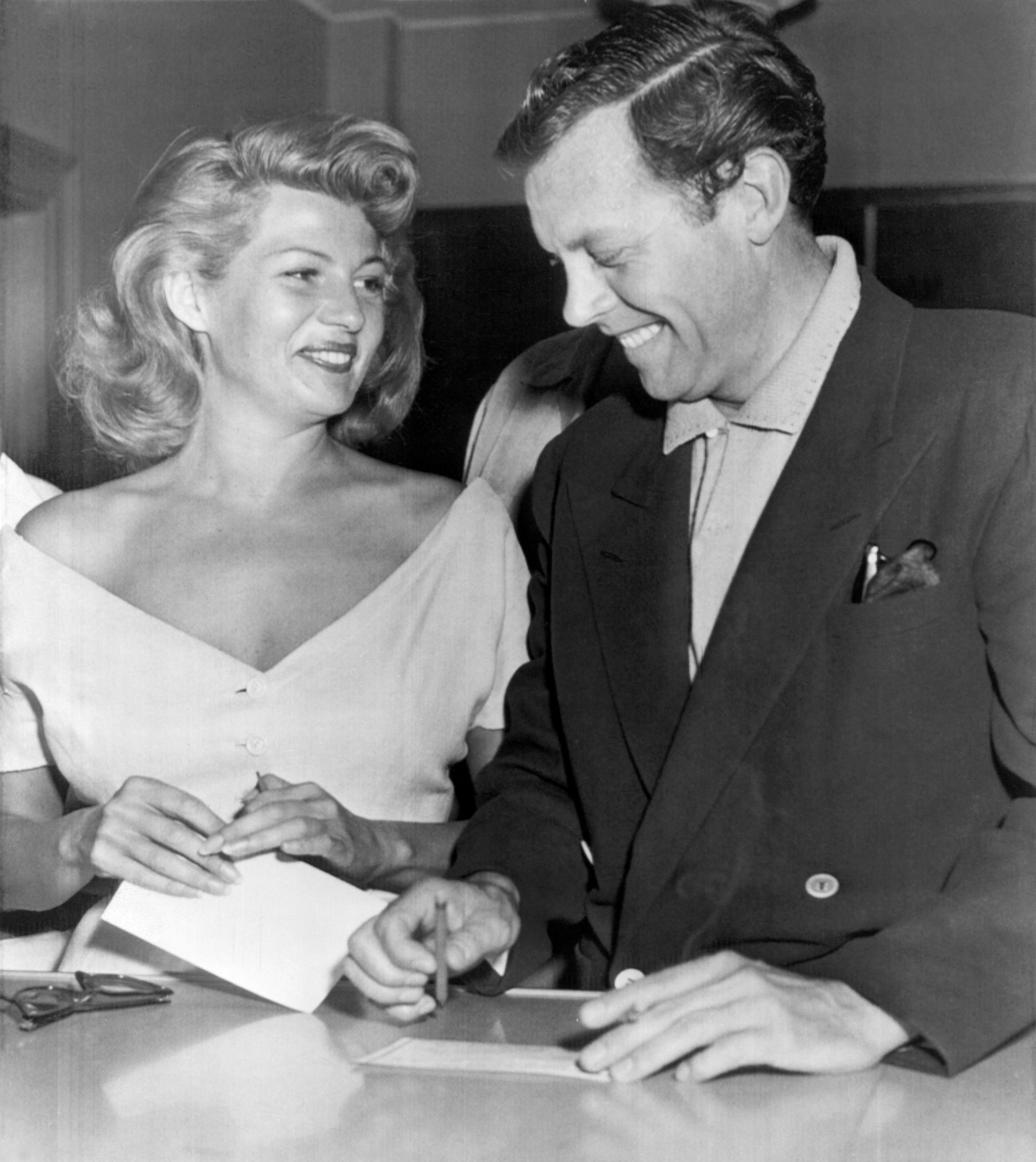
Hayworth e Dick Haymes obtendo sua licença de casamento em Las Vegas, 1953.

Quando Hayworth e Dick Haymes se conheceram, ele ainda era casado e sua carreira de cantor estava declinando. Quando ela aparecia nos clubes em que ele se apresentava, ele conseguia um público maior. Haymes estava desesperado por dinheiro porque duas de suas ex-esposas estavam tomando medidas legais contra ele por pensão alimentícia não paga. Seus problemas financeiros eram tão ruins que ele não poderia retornar à Califórnia sem ser preso. Em 7 de julho de 1954, sua ex-esposa Nora Eddington conseguiu um mandado de prisão contra ele, porque ele lhe devia US$ 3.800 em pensão alimentícia.  Menos de uma semana antes, sua outra ex-mulher, Joanne Dru, também conseguiu um mandado de prisão porque ela disse que ele devia US$ 4.800 em pagamentos de pensão para seus três filhos. Hayworth acabou pagando a maioria das dívidas de Haymes.
Haymes nasceu na Argentina e não tinha provas sólidas de cidadania americana. Pouco depois de conhecer Hayworth, autoridades dos EUA iniciaram um processo para deportá-lo ao seu país por ser um estrangeiro ilegal. Ele esperava que Hayworth pudesse influenciar o governo e mantê-lo nos Estados Unidos. Quando ela assumiu a responsabilidade por sua cidadania, formou-se um vínculo que os levou ao casamento. Os dois se casaram em 24 de setembro de 1953, no Sands Hotel, Las Vegas, com o cortejo de casamento passando pelo cassino.
Desde o início de seu casamento, Haymes estava profundamente endividado com o Internal Revenue Service (IRS). Quando Hayworth tirou uma folga de participar de suas apresentações na Filadélfia, o público diminuiu drasticamente. O salário semanal de US$ 5.000 de Haymes foi anexado pelo IRS para pagar uma conta de US$ 100.000, e ele não conseguiu pagar seu pianista. As ex-esposas de Haymes exigiam dinheiro enquanto Hayworth lamentava publicamente sua a falta de pensão alimentícia da parte de Aly Khan. Em um ponto, o casal ficou efetivamente preso em um quarto de hotel por 24 horas, em Manhattan, no Hotel Madison, enquanto os policiais e o xerife esperavam do lado de fora ameaçando prender Haymes por dívidas pendentes. Ao mesmo tempo, Hayworth estava travando uma severa batalha de custódia com Khan, durante a qual ela relatou ameaças de morte contra seus filhos. Enquanto morava em Nova Iorque, Hayworth enviou as crianças para morar com sua babá em Condado de Westchester. Eles foram encontrados e fotografados por um repórter da revista Confidential.
Depois de dois tumultuados anos juntos, Haymes atingiu Hayworth no rosto em 1955, em público, na boate Cocoanut Grove, em Los Angeles. Hayworth fez as malas, saiu e nunca mais voltou. A agressão e a crise a abalaram, e seu médico ordenou que ela ficasse de cama por vários dias.
Hayworth estava com pouco dinheiro depois de seu casamento com Haymes. Ela não conseguiu obter pensão alimentícia de Aly Khan e chegou a processar Orson Welles pelo pagamento atrasado, também da pensão, que ela alegou nunca ter sido paga. Este esforço não obteve sucesso e aumentou ainda mais seu estresse.

##### James Hill

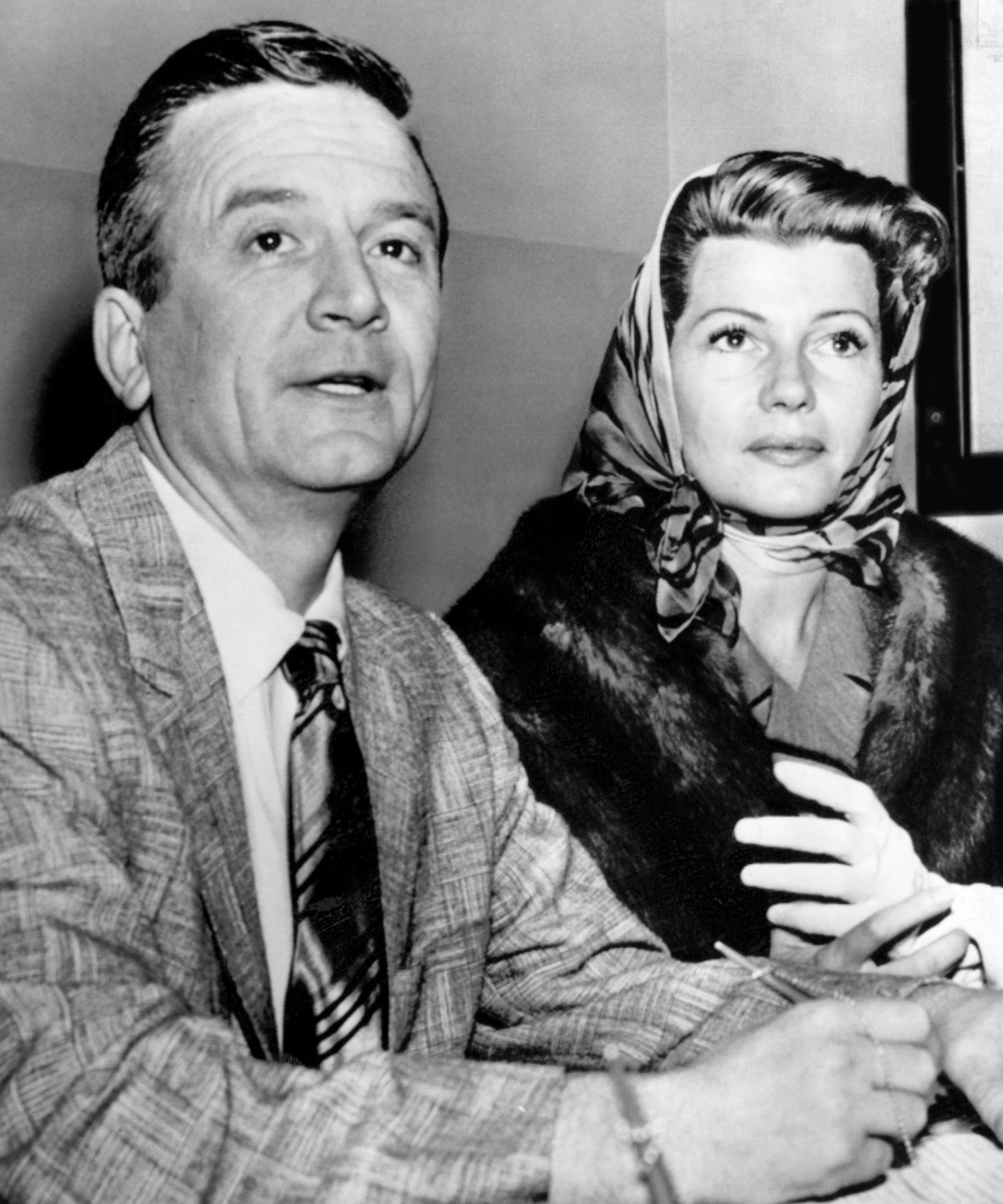
Hayworth e James Hill obtendo sua licença de casamento em Santa Monica, 1958.

Hayworth começou um relacionamento com o produtor de cinema James Hill, com quem se casou em 2 de fevereiro de 1958. Ele a colocou em um de seus últimos grandes filmes, "Separate Tables". Este filme foi popular e muito elogiado, embora "The Harvard Lampoon" a tenha nomeado a pior atriz de 1958 por sua atuação. Em 1 de setembro de 1961, Hayworth entrou com o pedido de divórcio, alegando extrema crueldade mental. Hill mais tarde escreveu Rita Hayworth: A Memoir, em que ele sugeriu que seu casamento desmoronou porque ele queria que Hayworth continuasse fazendo filmes, enquanto ela queria se aposentar de Hollywood.
Em sua autobiografia, Charlton Heston escreveu sobre o breve casamento de Hayworth com Hill. Uma noite, Heston e sua esposa Lydia se juntaram ao casal para jantar em um restaurante na Espanha, juntamente com o diretor George Marshall e o ator Rex Harrison, co-estrela de Hayworth em "O Sétimo Mandamento" (1961). Heston escreveu que a ocasião "se transformou na noite mais constrangedora da minha vida", descrevendo como Hill descarregou "abusos obscenos" em Hayworth até que ela foi "reduzida a uma torrente impotente de lágrimas, com o rosto enterrado nas mãos". Heston escreveu que os outros ficaram atordoados, testemunhas de um "massacre conjugal" e, embora ele estivesse "fortemente tentado a socá-lo" (Hill), ele saiu com sua esposa Lydia depois que ela se levantou, quase em lágrimas. Heston escreveu: "Tenho vergonha de me afastar da humilhação da Sra. Hayworth. Nunca mais a vi".

### Saúde

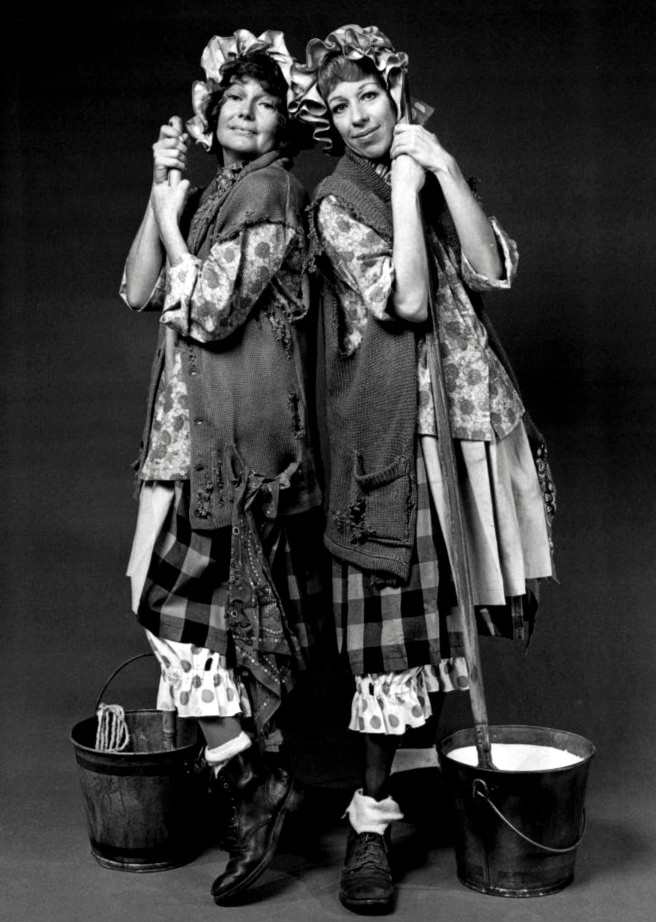
Hayworth e Carol Burnett no "The Carol Burnett Show" (1971).

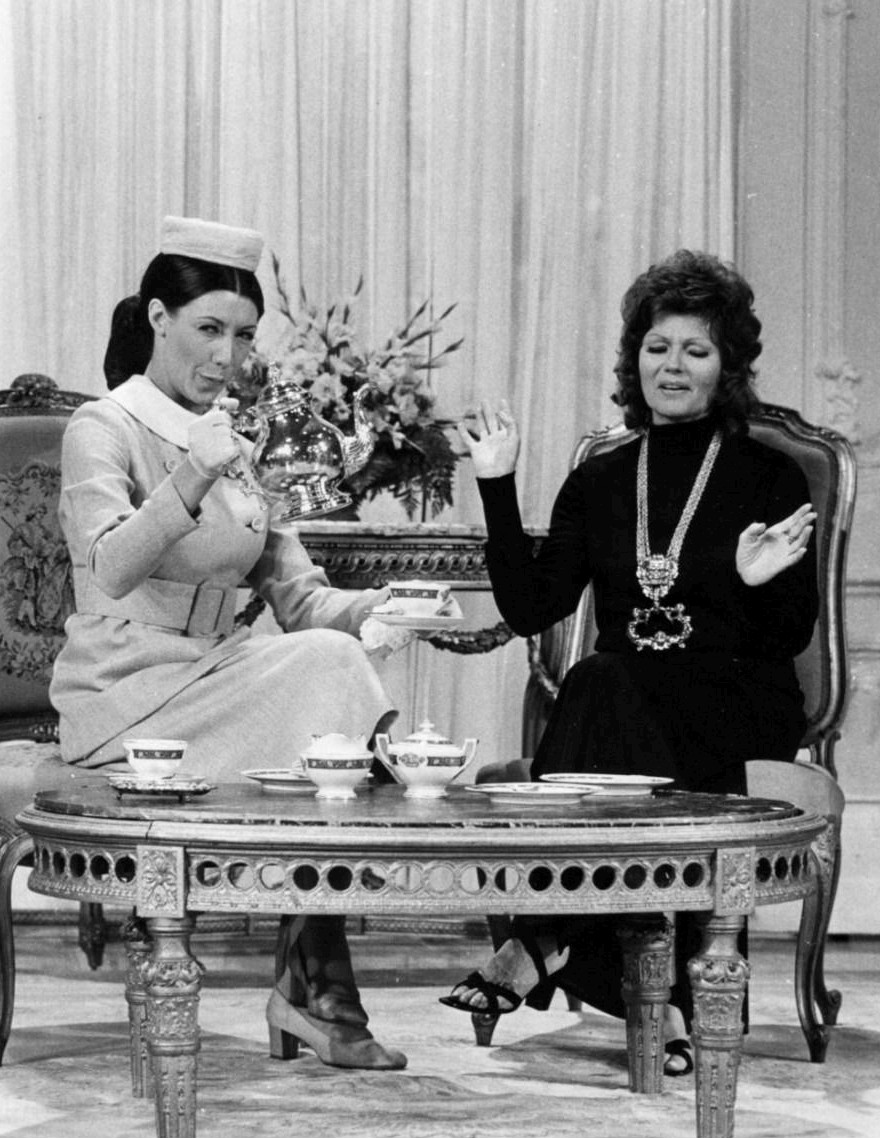
Hayworth e Lily Tomlin no "Laugh-In" (1971).

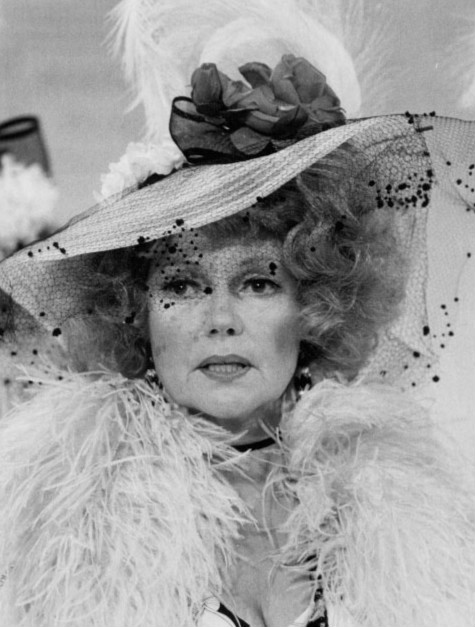
Hayworth reprisando seu papel "Sadie Thompson", em "Laugh-In" (1971).

Orson Welles notou o problema de Hayworth com o álcool durante o casamento, mas ele nunca acreditou que esse fosse o problema dela. "Certamente imitava o alcoolismo em todos os sentidos superficiais", lembrou ele em 1983. "Ela se enfurecia, nunca contra mim, nunca, sempre contra Harry Cohn ou seu pai, ou sua mãe, ou seu irmão. Ela quebrava os móveis, entrava em um carro e eu tinha que entrar no carro para tentar controlá-la. Ela dirigia pelas colinas de forma suicida. Noites terríveis, terríveis. E eu via essa linda garota se destruindo. Admiro muito Yasmin".:129–130
Yasmin Aga Khan falou da longa luta de sua mãe com o álcool:
"Lembro-me quando criança que ela tinha um problema com a bebida. Tinha dificuldade em lidar com os altos e baixos dos negócios... quando criança, eu pensava: 'Ela tem problema com a bebida e é alcoólatra.' Isso ficou muito claro, e eu pensei: 'Bem, não há muito que eu possa fazer. Eu posso apenas, mais ou menos, ficar parada e assistir. É muito difícil ver a sua mãe passar pelos problemas emocionais dela, beber e depois se comportar assim... o estado dela ficou muito ruim. A situação piorou e ela teve um colapso alcoólico, foi parar no hospital".
Em 1972, Hayworth, de 54 anos, queria se aposentar da atuação, mas precisava de dinheiro. Por sugestão de Robert Mitchum, ela concordou em filmar "The Wrath of God" ("A Ira de Deus").  A experiência expôs sua saúde precária e seu estado mental agravado. Como começara a ter dificuldade para se lembrar de suas falas, suas cenas foram filmadas uma fala de cada vez.:337–338 Em novembro, ela concordou em concluir mais um filme, o filme britânico "Testemunha da Loucura", de 1973,:343 mas por causa da piora de sua saúde, largou o set e voltou para os Estados Unidos. Ela nunca mais voltou a atuar.
Em março de 1974, seus dois irmãos morreram com uma semana de diferença um do outro, o que lhe causou grande tristeza e a levou a beber mais ainda. Em janeiro de 1976, no Aeroporto Heathrow, em Londres, Hayworth foi retirada de um voo da TWA depois de ter uma explosão de raiva enquanto viajava com seu agente. O evento atraiu muita publicidade negativa; uma fotografia vergonhosa foi publicada nos jornais no dia seguinte. O alcoolismo de Hayworth escondia sintomas do que acabou sendo entendido como doença de Alzheimer.
Yasmin Aga Khan falou da doença de sua mãe:
"Foram as explosões. Ela ficava furiosa. Eu não posso te dizer. Achei que fosse alcoolismo — demência alcoólica.  Todos nós pensamos isso. Os jornais pegaram isso, é claro. Você não pode imaginar o alívio apenas em obter um diagnóstico. Finalmente tínhamos um nome, Alzheimer!  Claro, isso não aconteceu até os últimos sete ou oito anos. Ela não foi diagnosticada como tendo Alzheimer até 1980. Houve duas décadas de inferno antes disso".

A biógrafa Barbara Leaming escreveu que Hayworth envelheceu prematuramente por causa de seu vício em álcool e também por causa dos muitos estresses em sua vida. "Apesar da maquiagem artisticamente aplicada e cabelos ruivos na altura dos ombros, não havia como esconder os estragos da bebida e do estresse", ela escreveu sobre a chegada de Hayworth a Nova Iorque em maio de 1956 para começar a trabalhar em Fire Down Below, seu primeiro filme em três anos. "Linhas profundas surgiram ao redor de seus olhos e boca, e ela parecia desgastada, exausta – mais velha do que seus trinta e oito anos.":322
A doença de Alzheimer foi amplamente esquecida pela comunidade médica desde sua descoberta em 1906. O historiador médico Barron H. Lerner escreveu que quando o diagnóstico de Hayworth foi tornado público em 1981, ela se tornou "a primeira face pública da doença de Alzheimer, ajudando a garantir que os futuros pacientes não ficassem sem diagnóstico ... sem que ela soubesse, Hayworth ajudou a desestigmatizar uma condição que ainda pode constranger as vítimas e suas famílias."
Em julho de 1981, a saúde de Hayworth se deteriorou a ponto de um juiz do Tribunal Superior de Los Angeles decidir que ela deveria ser colocada sob os cuidados de sua filha, a princesa Yasmin Aga Khan. Hayworth morava em um apartamento em The San Remo, em Central Park West, ao lado de sua filha, que providenciou os cuidados de sua mãe durante seus últimos anos.:359 Quando perguntada como sua mãe estava, Yasmin respondeu: "Ela ainda é linda. Mas é uma concha".
Em 1983, Rebecca Welles conseguiu ver sua mãe pela primeira vez em sete anos. Falando com seu amigo de longa data Roger Hill, Orson Welles expressou sua preocupação com o efeito da visita em sua filha. "Rita mal me conhece agora", disse Welles, se lembrando de ter visto Hayworth três anos antes em um evento que os Reagan realizaram para Frank Sinatra. "Quando acabou, fui até a mesa dela e vi que ela estava muito bonita, com uma aparência muito tranquila, e não me conhecia a princípio. Depois de cerca de quatro minutos de conversa, pude ver que ela percebeu quem eu era, e ela começou a chorar baixinho.":129
Em uma entrevista que ele deu, na noite anterior à sua morte, em 1985, Welles chamou Hayworth de "uma das mulheres mais queridas e doces que já viveram".

### Visão política
Hayworth foi uma democrata por toda a vida, e era ativa no Comitê Democrata de Hollywood, também participando da campanha de Franklin D. Roosevelt durante a eleição presidencial de 1944.

### Religião
Hayworth era católica romana. Seu casamento bígamo com o príncipe Ali Khan foi considerado "ilícito" pelo Papa Pio XII.

### Morte

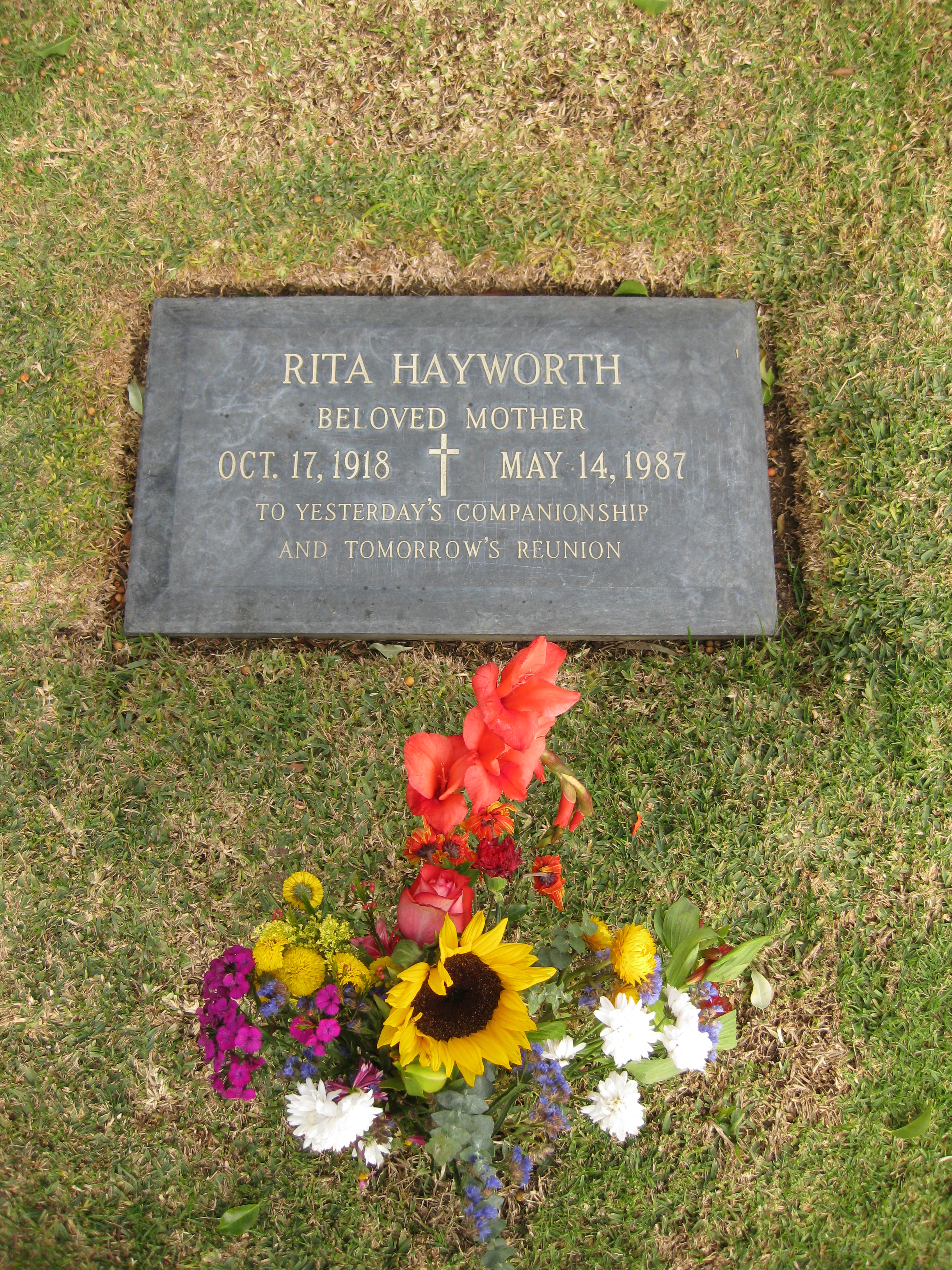
Hayworth's grave at Holy Cross Cemetery, Culver City, Califórnia.

Rita Hayworth entrou em semicoma em fevereiro de 1987. Morreu aos 68 anos de complicações associadas ao mal de Alzheimer, três meses depois, em 14 de maio de 1987, em sua casa em Manhattan. O presidente Ronald Reagan, que foi um dos contemporâneos de Hayworth em Hollywood, emitiu uma declaração:
"Rita Hayworth foi uma das estrelas mais queridas do nosso país. Glamourosa e talentosa, ela nos deu muitos momentos maravilhosos no palco e na tela e encantou o público desde que era jovem. Em seus últimos anos, Rita ficou conhecida por sua luta contra a doença de Alzheimer. Sua coragem e franqueza, e de sua família, foram um grande serviço público ao chamar a atenção mundial para uma doença que todos esperamos que seja curada em breve. Nancy e eu estamos tristes com a morte de Rita. Ela era uma amiga que sentiremos falta. Estendemos nossa profunda solidariedade à sua família".
Um serviço fúnebre foi realizado em 18 de maio de 1987, na Igreja do Bom Pastor, em Beverly Hills, Califórnia. Os carregadores dos caixões incluíam atores como Ricardo Montalbán, Glenn Ford, Cesar Romero e Anthony Franciosa, assim como o coreógrafo Hermes Pan e um amigo da família, Phillip Luchenbill. Ela foi enterrada no Holy Cross Cemetery, em Culver City. Sua lápide inclui o sentimento de Yasmin: "Ao companheirismo de ontem e ao reencontro de amanhã".

## Premiações

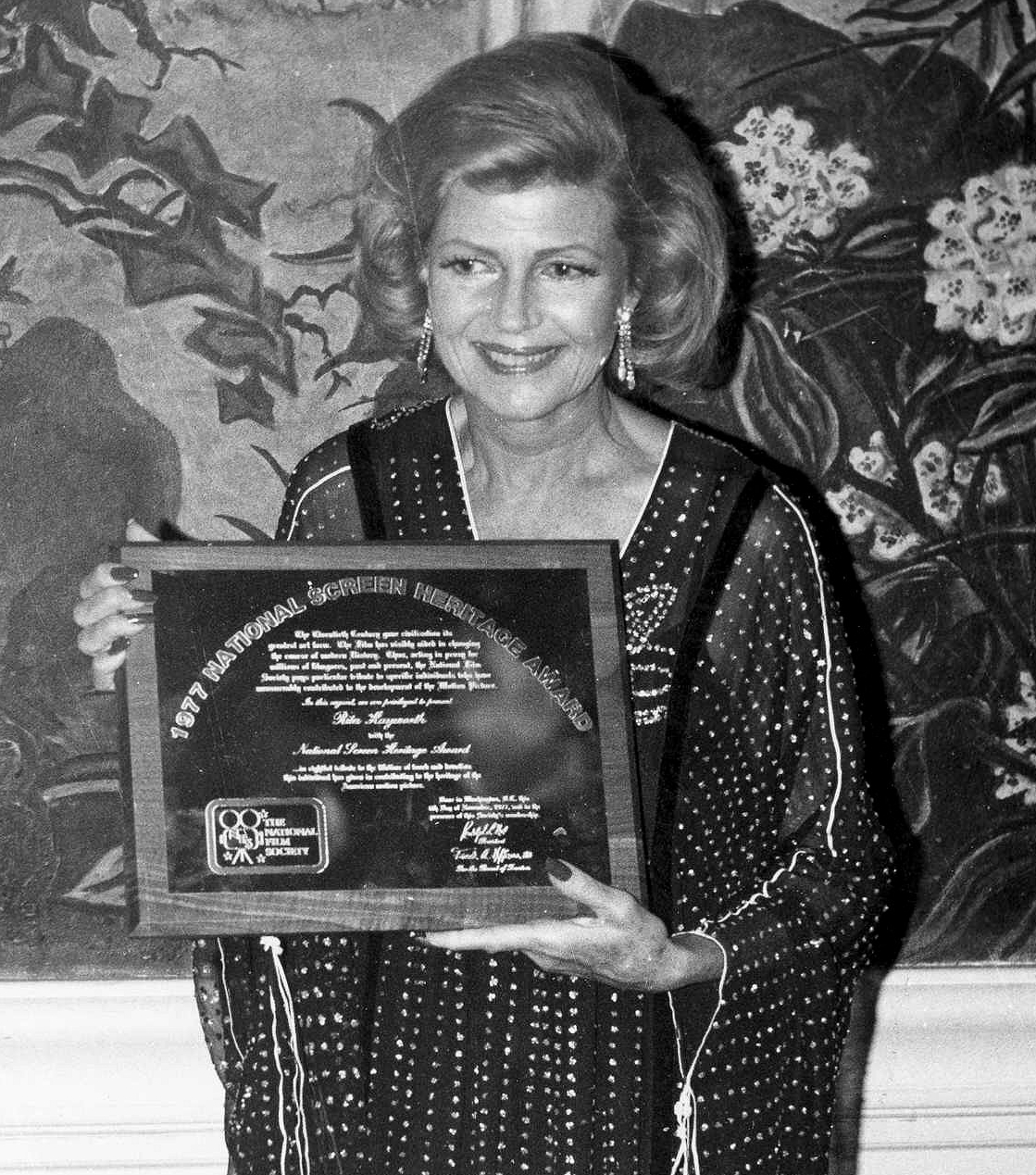
Hayworth recebe prêmio da National Film Society, 1978

Hayworth recebeu uma indicação ao Globo de Ouro de melhor atriz em filme dramático por sua performance em "O Mundo do Circo" (1964).
Em 1978, no Shoreham Hotel, em Washington, D.C., Hayworth foi presenteada com o inaugural "National Screen Heritage Award da National Film Society",:xvi um grupo que publicou a revista "American Classic Screen" (1976–1984).:xv, xxi
Em 1999, Hayworth foi reconhecida como uma das 25 maiores estrelas femininas de todos os tempos na lista do AFI das 50 maiores lendas do cinema, pesquisa feita pelo Instituto Americano de Cinema.

## Legado
A divulgação e discussão pública da doença de Hayworth chamou a atenção internacional para o mal de Alzheimer, que era pouco conhecido na época, aumentando muito o financiamento federal para pesquisas sobre a doença.
O Rita Hayworth Gala, um evento beneficente para a Associação de Alzheimer, é realizado anualmente em Chicago e Nova Iorque. O programa foi criado em 1985 pela princesa Yasmin Aga Khan, em homenagem à sua mãe. Ela é a anfitriã dos eventos e uma das principais patrocinadoras de instituições de caridade e programas de conscientização sobre a doença de Alzheimer. Desde agosto de  2017, um total de mais de US$ 72 milhões foi arrecadado por meio de eventos em Chicago, Nova York e Palm Beach, na Flórida.
Em 17 de outubro de 2016, um comunicado de imprensa da Springer Associates Public Relations Agency anunciou que o ex-empresário e amigo de Rita Hayworth, Budd Burton Moss, iniciou uma campanha de solicitação ao Serviço Postal dos Estados Unidos para emitir um selo comemorativo com o rosto de Hayworth estampado. A Springer Associates também anunciou que a Academia de Artes e Ciências Cinematográficas seria pressionada na esperança de ter um Oscar honorário emitido em memória de Hayworth. O comunicado acrescentou que a filha de Hayworth, a princesa Yasmin Aga Khan, a Associação de Alzheimer da Grande Los Angeles e várias personalidades proeminentes do palco e da tela estavam apoiando a campanha de Moss. Depois, foi confirmado que a data prevista para o cumprimento do selo e do Oscar seria em 17 de outubro de 2018, no que seria o aniversário centenário de Hayworth.